# Yishai Sarid

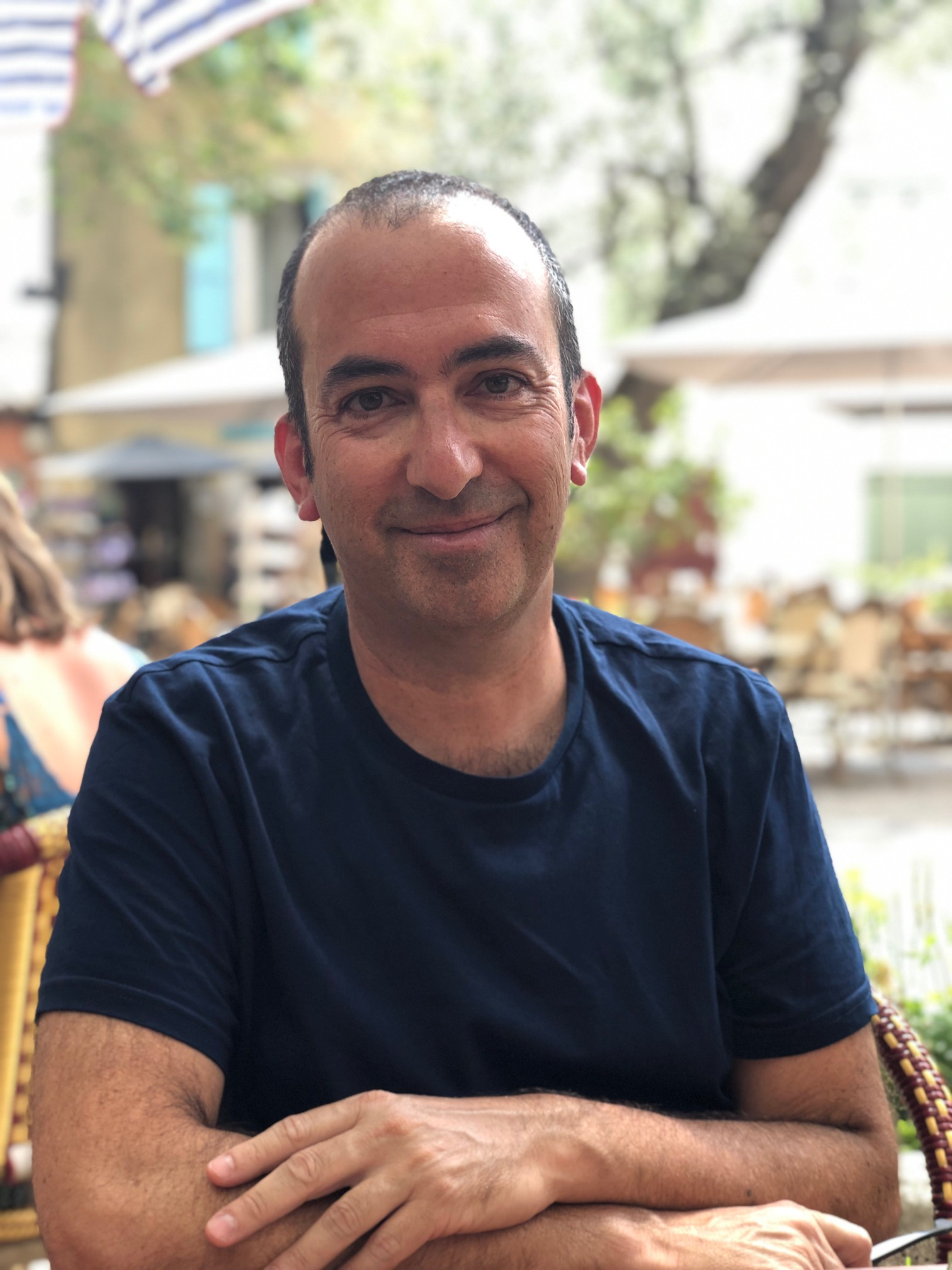
Yishai Sarid, 2019

Yishai Sarid (* 1965 in Tel Aviv-Jaffa, Israel) ist ein israelischer Jurist und Schriftsteller.

## Leben und Werk
Sarid ist der Sohn des israelischen Nachrichtensprechers und Politikers Jossi Sarid. Er war zunächst als Offizier im Nachrichtendienst der israelischen Armee tätig, bevor er in Jerusalem Jura studierte und in Harvard einen Abschluss in Öffentlicher Verwaltung machte. Später war er als Staatsanwalt in Strafprozessen tätig, bevor er sich als Rechtsanwalt niederließ.
Im Jahr 2000 erschien sein erster Roman. 2009 veröffentlichte er den Politthriller Limassol, der 2011 im WDR als Hörspiel umgesetzt wurde. Sein Roman Monster (2017) setzt sich in der Person eines „Tourguide“, der israelische Schulklassen und Soldatengruppen durch Konzentrationslager führt und darüber immer stärkeren Irritationen unterliegt, mit der heutigen Verarbeitung des Holocaust in Israel auseinander. 2021 erschien in der deutschen Übersetzung der Roman Siegerin, in dem er israelisches Heldentum und Traumabewältigung in der Armee thematisiert.
Sarid lebt und arbeitet in Tel Aviv.

## Auszeichnungen (Auswahl)
- 2011: Grand prix de littérature policière, Kategorie „International“ für Limassol

## Werke (Auswahl)
- Limassol. Am Oved 2009
  - deutsch: Limassol, übersetzt aus dem Hebräischen von Helene Seidler. Verlag Kein & Aber, Zürich 2010, ISBN 978-3-0369-5554-4.
- Gan Na'omi (Naomis Kindergarten). Am Oved 2013
  - deutsch: Alles andere als ein Kinderspiel, übersetzt aus dem Hebräischen von Helene Seidler. Verlag Kein & Aber, Zürich 2014, ISBN 978-3-0369-5703-6.
- Mifletzet HaZicharon (Monster der Erinnerung). Am Oved 2017
  - deutsch: Monster, übersetzt aus dem Hebräischen von Ruth Achlama. Verlag Kein & Aber, Zürich 2019, ISBN 978-3-0369-5796-8.
- Menatzachat.
  - deutsch: Siegerin, übersetzt aus dem Hebräischen von Ruth Achlama. Verlag Kein & Aber, Zürich 2021, ISBN 978-3-0369-5840-8.
- Schwachstellen, übersetzt aus dem Hebräischen von Ruth Achlama. Verlag Kein & Aber, Zürich 2023